# Lech Sidor
Lech Sidor (ur. 30 czerwca 1970) – polski tenisista, dziennikarz sportowy i komentator tenisowy.

## Kariera zawodowa
Sidor tytuł mistrza kraju zdobył w 1992 roku. Rok później został halowym mistrzem Polski w grze pojedynczej. Reprezentował Polskę w Pucharze Davisa, po raz pierwszy w roku 1988. Polacy pokonali wówczas 5:0 Luksemburczyków, dwa punkty zdobył Sidor, pokonując Mike’a Van Kauvenbergha 6:4, 3:6, 1:6, 6:3, 6:0 oraz Johny’ego Goudenboura 0:6, 6:4, 6:3. W tej edycji wygrał też z Wojciechem Kowalskim mecz deblowy przeciwko Grekom, ostatecznie był to jedyny zdobyty dla polskiej reprezentacji punkt. Sidor reprezentował Polskę w tych rozgrywkach również w roku 1989 (przeciwko Grecji) oraz w roku 1990 przeciwko Luksemburgowi.
Komentator rozgrywek tenisowych w stacji Eurosport. W roku 2006 uczestniczył w piłkarskim turnieju Kosa Cup. Znalazł się w reprezentacji dziennikarzy w spotkaniu pokazowym przeciwko przyjaciołom Romana Koseckiego.
Przez pewien czas współpracował z polską tenisistką Martą Domachowską.